# فيليب كورنر
فيليب كورنر (بالإنجليزية: Philip Corner)‏ هو ملحن وعازف بيانو أمريكي، ولد في 10 أبريل 1933 في نيويورك في الولايات المتحدة.

## وصلات خارجية
- فيليب كورنر على موقع IMDb (الإنجليزية)
- فيليب كورنر على موقع ميوزك برينز (الإنجليزية)
- فيليب كورنر على موقع ديسكوغز (الإنجليزية)
- فيليب كورنر على موقع قاعدة بيانات الفيلم (الإنجليزية)